# Кубяково (Башкортостан)
Кубя́ково (баш. Көбәк) — деревня в Учалинском районе Республики Башкортостан Российской Федерации. Входит в состав Кунакбаевского сельсовета. 

## География

### Географическое положение
Расстояние до:
- районного центра (Учалы): 30 км,
- центра сельсовета (Кунакбаево): 22 км,
- ближайшей железнодорожной станции (Учалы): 42 км.

## Население
| 2002 | 2009 | 2010 |
| ---- | ---- | ---- |
| 6    | ↗9   | ↗12  |

Национальный состав
Согласно переписи 2002 года, преобладающая национальность — башкиры (100 %).